# Wereldkampioenschappen schoonspringen 2024 – driemeterplank synchroon vrouwen
Het synchroonspringen vanaf de driemeterplank voor vrouwen tijdens de wereldkampioenschappen schoonspringen 2024 vond plaats op 7 februari 2024 in het Hamad Aquatic Centre in Doha, Qatar.

## Uitslag
| Rang   | Land                | Namen                             | Punten |
| ------ | ------------------- | --------------------------------- | ------ |
| Goud   | China               | Chang Yani Chen Yiwen             | 323,43 |
| Zilver | Australië           | Maddison Keeney Anabelle Smith    | 300,45 |
| Brons  | Verenigd Koninkrijk | Yasmin Harper Scarlett Mew Jensen | 281,70 |
| 4      | Verenigde Staten    | Alison Gibson Krysta Palmer       | 279,30 |
| 5      | Oekraïne            | Viktoriya Kesar Hanna Pysmenska   | 277,47 |
| 6      | Duitsland           | Lena Hentschel Jette Müller       | 273,93 |
| 7      | Mexico              | Arantxa Chávez Paola Pineda       | 269,55 |
| 8      | Italië              | Elena Bertocchi Chiara Pellacani  | 260,28 |
| 9      | Maleisië            | Ng Yan Yee Nur Dhabitah Sabri     | 258,30 |
| 10     | Zuid-Korea          | Kim Su-ji Kwon Ha-lim             | 257,10 |
| 11     | Nederland           | Inge Janssen Celine van Duijn     | 255,30 |
| 12     | Zweden              | Emma Gullstrand Elna Widerström   | 233,46 |
| 13     | Brazilië            | Luana Lira Anna Santos            | 230,70 |
| 14     | Frankrijk           | Jade Gillet Naïs Gillet           | 224,88 |
| 15     | Canada              | Mia Vallée Pamela Ware            | 201,27 |
| 16     | Tsjechië            | Tereza Jelínková Ivana Medková    | 180,24 |
| 17     | Georgië             | Mariam Shanidze Tekle Sharia      | 176,97 |
| 18     | Macau               | Wong Cho Yi Zhao Hang U           | 147,78 |